# 欣欽布魯克島 (阿拉斯加州)
欣欽布魯克島是美國阿拉斯加州的島嶼，位於阿拉斯加灣的威廉王子灣入口處，面積445平方公里，是美國第37大島嶼，2000年人口僅5人。
60°22′55″N 146°27′25″W / 60.38194°N 146.45694°W